# 台北府城南門

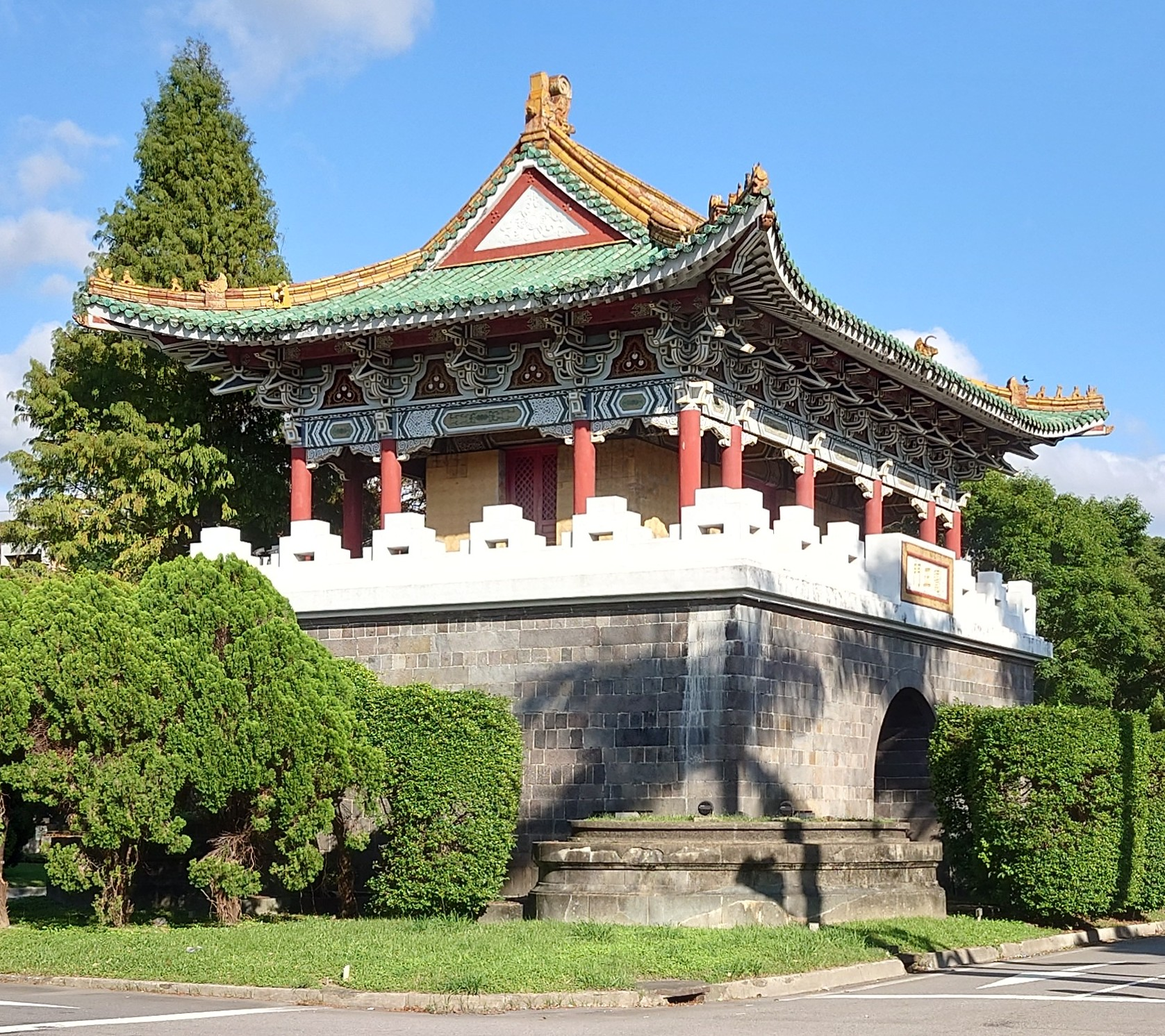
南門

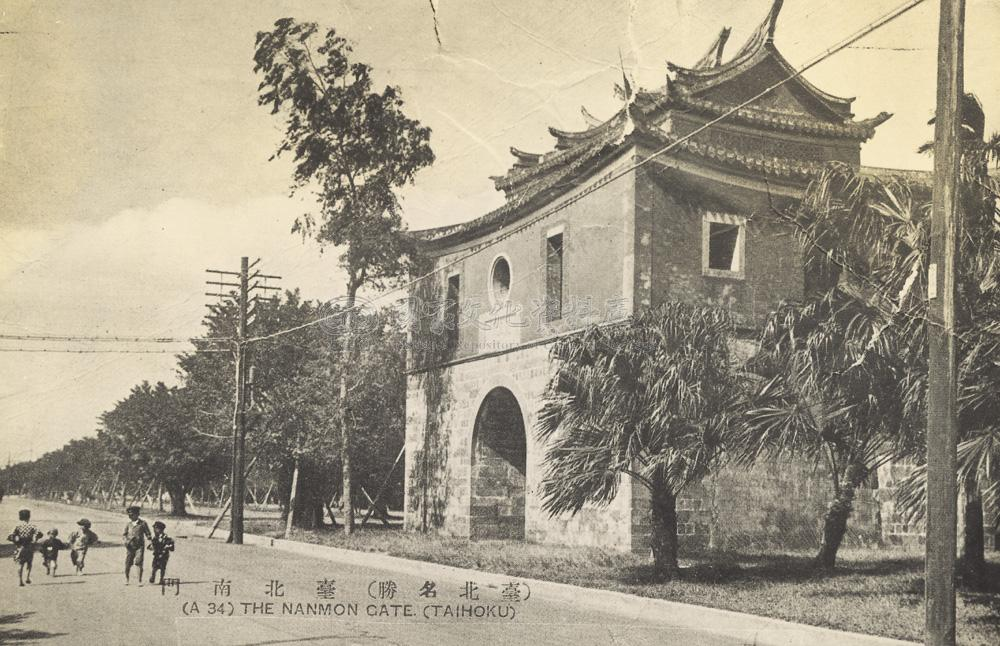
1966年に取り壊される以前の南門（日本統治時代の撮影）

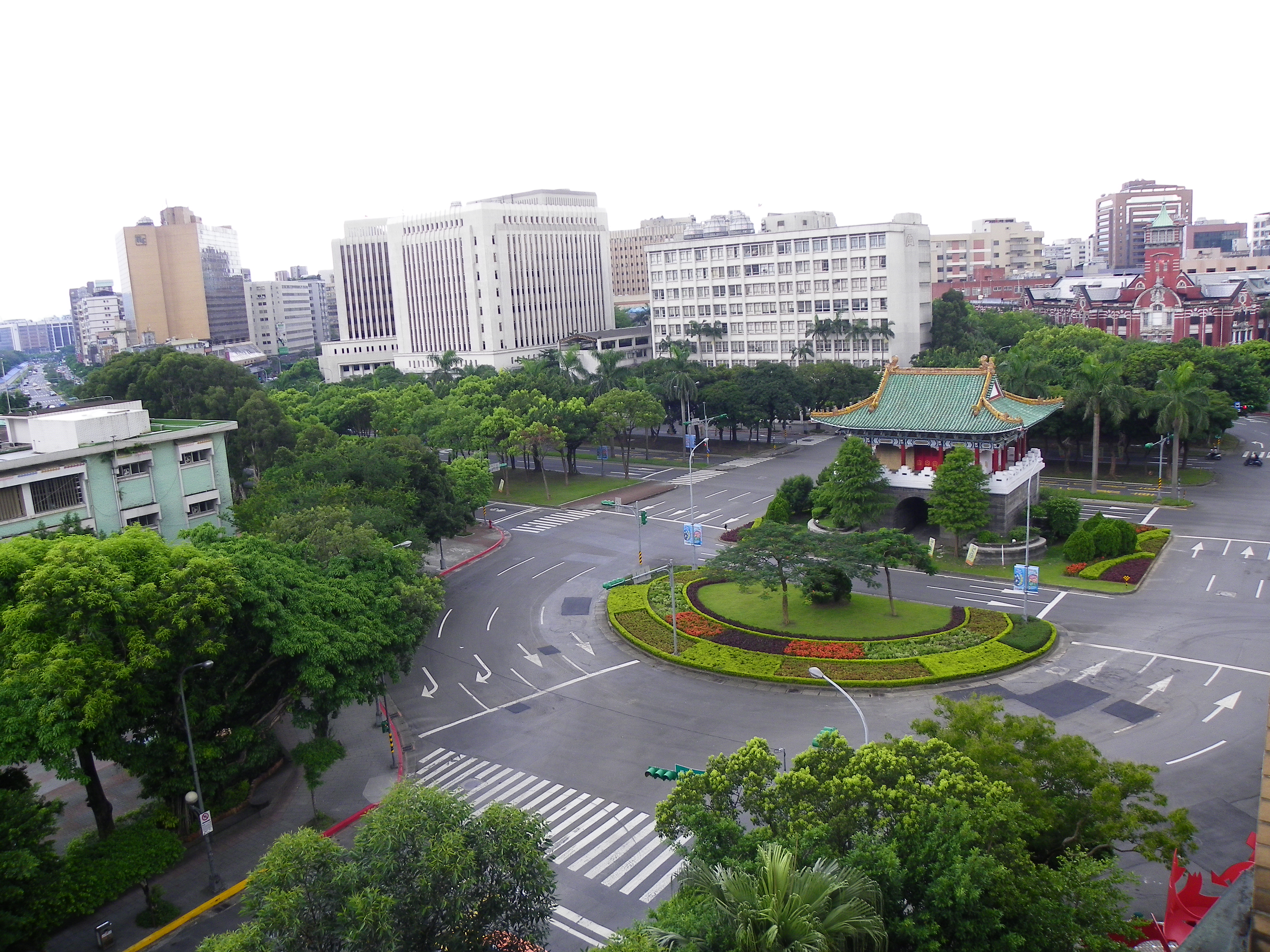
南門ロータリーの周辺風景

台北府城南門（正式名称：麗正門）は、かつてあった台北城の門のひとつ。この門は台北市内中正区に現存しており、公園路と愛国西路の交わる箇所に位置する。大南門とも呼ばれる。1998年9月3日付け公示で国の第一級古蹟として他の北門、小南門、東門とともに認定されている。
1879年から1884年に建設された。日本による台湾統治の時代においても門から伸びていた市壁は撤去されたものの南門自体はそのまま残されたが、その後国民党政府により現在の姿に立て替えられた。

## 周辺の施設・名所
以下の施設、名所が南門の近辺に位置している。
- 台北市立教育大学
- 専売局

最寄り駅はMRT中正紀念堂駅（から徒歩5分）。